# Karel Láznička
Karel Láznička (12. června 1928, Skorotice – 12. června 2010, Brno) byl československý volejbalový reprezentant, mistr světa a dvojnásobný mistr Evropy. Zasloužilý mistr sportu a zasloužilý trenér.

## Sportovní kariéra
Celý svůj život prožil ve Šlapanicích a tam začal i s volejbalem. Působil zde do roku 1949. Po nástupu do základní vojenské služby byl převelen do pražského ATK. V něm získal dva tituly mistra republiky. Po skončení vojenské služby prožil dlouhé roky jako hráč i hrající trenér ve Spartaku Brno. Zde získal další dva tituly mistra republiky a řadu předních umístění v lize.
V reprezentaci působil v letech 1952 – 1959 podílel se v ní na zisku titulu mistra světa a dvou titulů mistra Evropy.

## Trenérská kariéra
Jeho trenérská kariéra byla neméně úspěšná a zařadil se mezi naše nejlepší trenéry.
Na ligové úrovni vedl více než 20 let celek mužů Zbrojovky Brno. Během této doby zde získal pět titulů mistra republiky a dvakrát zvítězil v PMEZ. Trenérskou kariéru zakončil, tam kde začínal, v Sokolu Šlapanice.
Československé reprezentační mužstvo mužů vedl v letech 1968 – 1972 a 1984 – 1989. Během této doby se podařilo vybojovat dvakrát stříbrné medaile na mistrovství Evropy, 4. místo na mistrovství světa a 6. místo na olympijských hrách 1972 v Mnichově. V roce 1991 trénoval reprezentační celek Rakouska.

## Největší úspěchy

### Mistrovství světa ve volejbalu
- 1952: MS v Moskvě, 2. místo
- 1956: MS v Paříži, 1. místo

### Mistrovství Evropy ve volejbalu
- 1955: ME v Bukurešti, 1. místo
- 1958: ME v Praze, 1. místo